# Raychelle Omamo
Raychelle Awour Omamo (sinh tháng 7 năm 1962)  là một chính trị gia Kenya. Bà phục vụ như Bộ trưởng Quốc phòng. Bà là nữ đầu tiên trong cả nước giữ chức vụ.
Omamo học luật tại Đại học Kent tại Canterbury, Vương quốc Anh. Bà là một luật sư cao cấp và là người biện hộ của Tòa án tối cao trong 27 năm. Bà là chủ tịch nữ đầu tiên của Hiệp hội Luật pháp Kenya từ năm 2001 đến 2003 sau khi làm thành viên hội đồng từ năm 1996 đến năm 2000 và là nữ đại sứ đầu tiên của Kenya tại Pháp, Bồ Đào Nha, Tòa thánh và Serbia cũng như Đại biểu thường trực của Kenya đến UNESCO. Bà là thành viên của Lực lượng đặc nhiệm về việc thành lập Ủy ban Công lý và Hòa giải Sự thật cho Kenya.